# 松永大介
松永 大介（まつなが だいすけ、1995年3月24日 - ）は、日本の競歩選手。富士通陸上競技部所属。神奈川県出身。東洋大学理工学部都市環境デザイン学科卒業。5000メートル競歩の日本ジュニア記録保持者。10000メートル競歩の日本ユース記録・日本ジュニア記録・日本学生記録・日本記録保持者。

## 経歴
浜中学校時代は長距離選手であり、横浜高校入学後に競歩を始めた。2年のインターハイでは失格となったが、翌年は優勝した。
東洋大学に進学し、2014年に世界ジュニア選手権の10000m競歩で優勝した。
2016年3月の全日本競歩能美大会で優勝し、リオデジャネイロオリンピックの20km競歩の代表に選ばれた。8月12日に行われたレースでは1時間20分22秒のタイムで7位になり日本人初の入賞を果たした。
2017年、富士通に入社。